# Anselmo Catalán
Anselmo Catalán (Corella, 16 novembre 1878 – Perth, 29 luglio 1959) è stato un abate spagnolo.

## Biografia
Di origini modeste, entrò come aspirante nell'abbazia benedettina di Montserrat e vi ricevette l'abito di novizio il 24 febbraio 1894: da monaco, assunse il nome religioso di Anselmo in luogo di quello secolare di Federico.
Professò i voti temporanei il 24 marzo 1895 e quelli solenni il 10 giugno 1900; fu ordinato prete il 20 settembre 1902.
Fu inviato dai superiori nel monastero filippino di Nostra Signora di Montserrat, a Manila, e vi rimase undici anni ricoprendo anche la carica di rettore del collegio di San Beda, annesso al monastero.
Eletto visitatore della provincia spagnola della congregazione sublacense il 12 ottobre 1914, rientrò in patria.
Nel 1915 fu chiamato a succedere al defunto Fulgenzio Torres nella carica di abate nullius della Santissima Trinità di New Norcia: da abate, manifestò una profonda pietà e uno spirito di fede e umiltà; iniziò opere missionarie di notevole rilievo tra gli aborigeni australiani; nel 1935 fondò una congregazione di oblate regolari benedettine.
Rinunciò al governo dell'abbazia nel 1951 e si rimase come monaco a New Norcia.